# Molen Bataaf
Molen Bataaf is een korenmolen die in 1801 aan de Bataafseweg 20 in Winterswijk werd gebouwd en die tot 1958 in werking was voor het malen van graan. De molen heeft de naam te danken aan de Bataafse Republiek. De molen werd opgericht door de Hervormde Kerk, om met de opbrengst ervan de predikanten te kunnen betalen. Molen Bataaf werd vanaf 1854 bemalen door de familie te Lintum.
De molen is een beltmolen met een houten achtkant gedekt met eiken planken, die op hun beurt bedekt waren met dakleer. De verdekkerde wieken waren voorzien met Ten Have-kleppen. De molen had twee koppels maalstenen. In 1964 werden de wieken van de molen gehaald en werd het gaande werk verwijderd. Vervolgens werd de molen als opslagplaats gebruikt.
De molen stond ingebouwd door silo's van het nu gesloten familie veevoederbedrijf te Lintum. De kap werd gekruid met een kruiwerk met ijzeren rollen in houten rollenwagens.

## Restauratie
In oktober 2008 werd een begin gemaakt met de restauratie voor het terugbrengen van de molen in vooroorlogse staat. Op 6 november 2009 werd de gerestaureerde romp weer op de belt gezet. In plaats van dakleer is de romp nu bekleed met gegalvaniseerde stalen platen. De gerestaureerde belt is voorzien van twee, gewelfde tentoonstellingsruimten.
Begin 2010 werd de kap geplaatst en de 25 m lange, gelaste, ijzeren roeden gestoken. De binnenroede met nummer 194 is verdekkerd en heeft ook nog Ten Have-kleppen, de buitenroede met nummer 193 is alleen verdekkerd. De roeden zijn in 2008 gemaakt door molenmakersbedrijf Vaags. De Ten Have-kleppen worden bediend via een zwichtring met een houten remschoentje.
De 5,35 m lange, gietijzeren bovenas is in 2009 gegoten door de ijzergieterij Geraedts en heeft nummer 13.
De kap kruit met behulp van een kruiwiel op een kruiwerk met houten rollenwagens nu met gelijmde, iepenhouten rollen. In de keerkuip zitten ijzeren keerrollen en ijzeren keerneuten. In 2015 zijn de houten rollen vervangen door ijzeren en is er op de kruivloer een stalen plaat gemonteerd. Dit omdat de houten rollen steeds braken en de molen zwaar kruide.
De molen wordt gevangen (geremd) met een stutvang, die bediend wordt met een vangtrommel.
De molen heeft weer twee maalkoppels, waarvan er één is uitgerust met een regulateur, die aangedreven wordt door de koningsspil. Het ene koppel heeft 16der (140 cm doorsnede) blauwe stenen en het andere 16der kunststenen,
Het luiwerk is een sleepluiwerk en heeft een haak.
Op maandag 17 mei 2010 is de gerestaureerde molen feestelijk in gebruik genomen.

## Overbrengingen
- Het bovenwiel heeft 69 kammen met een steek van 11,5 cm.
- De bonkelaar heeft 36 kammen. Hierdoor draait de koningsspil 1,917 keer sneller dan de bovenas.
- Het spoorwiel heeft 79 kammen met een steek van 10,5 cm.
- De twee steenschijflopen hebben respectievelijk 21 en 24 staven
- De overbrengingsverhoudingen zijn respectievelijk 1 : 7,21 en 1 : 6,31

## Eigenaren
- 1801 - 1849: Nederlands Hervormde Kerk
- 1849 - 2003: G. te Lintum en latere erfgenamen
- 2003 tot heden: Stichting Molen Bataaf.

## Fotogalerij

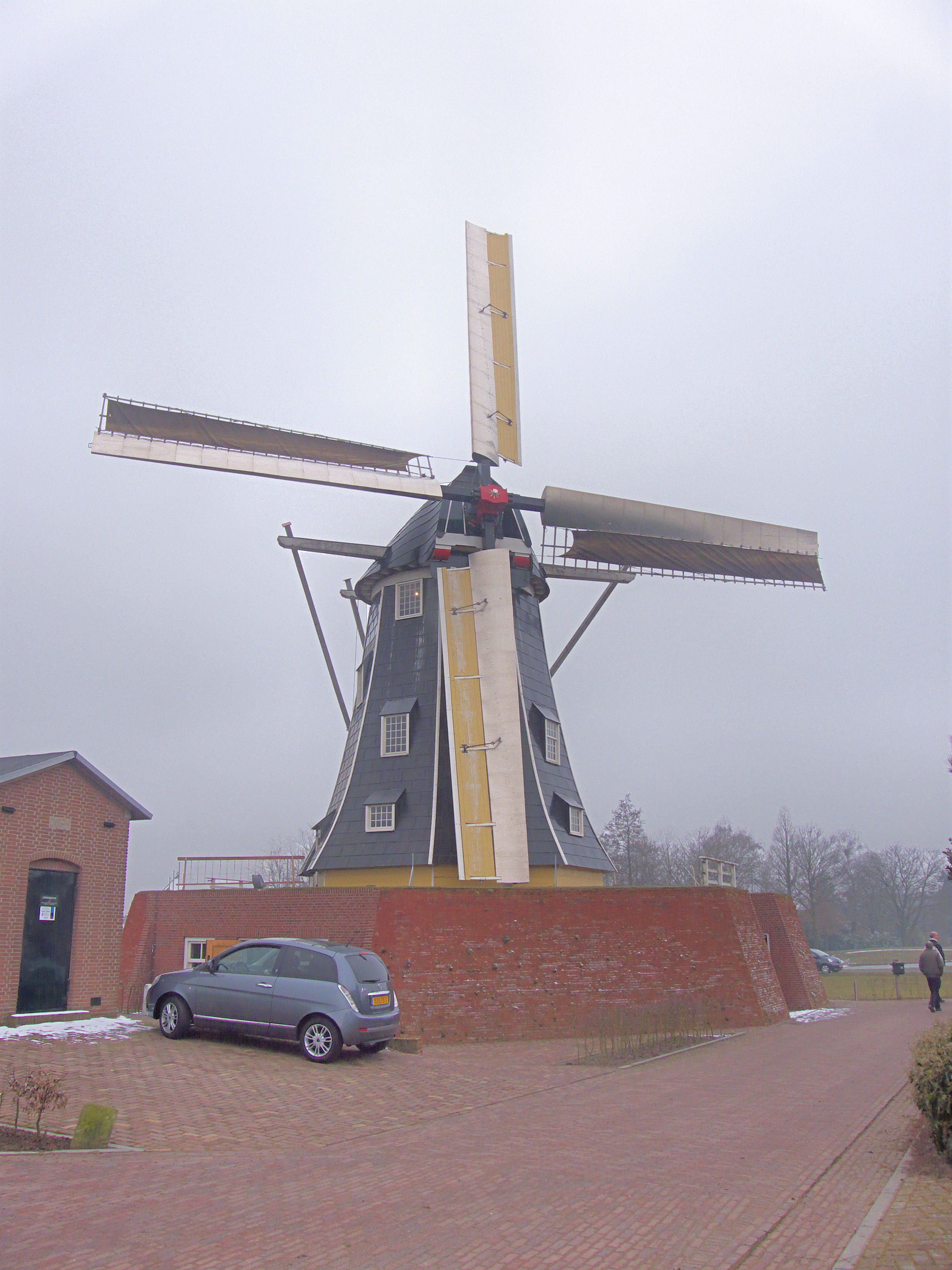
Maart 2013
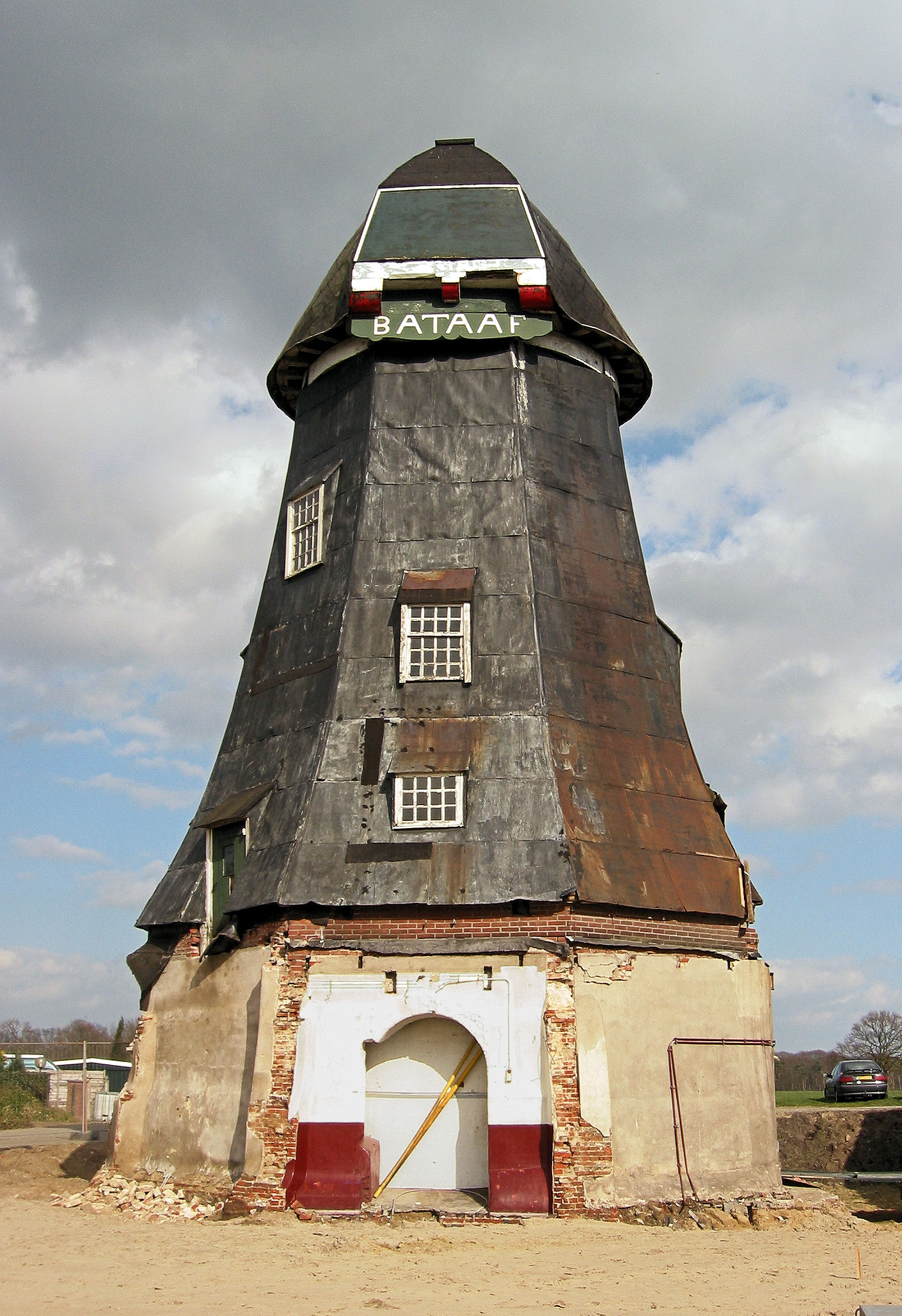
Maart 2008
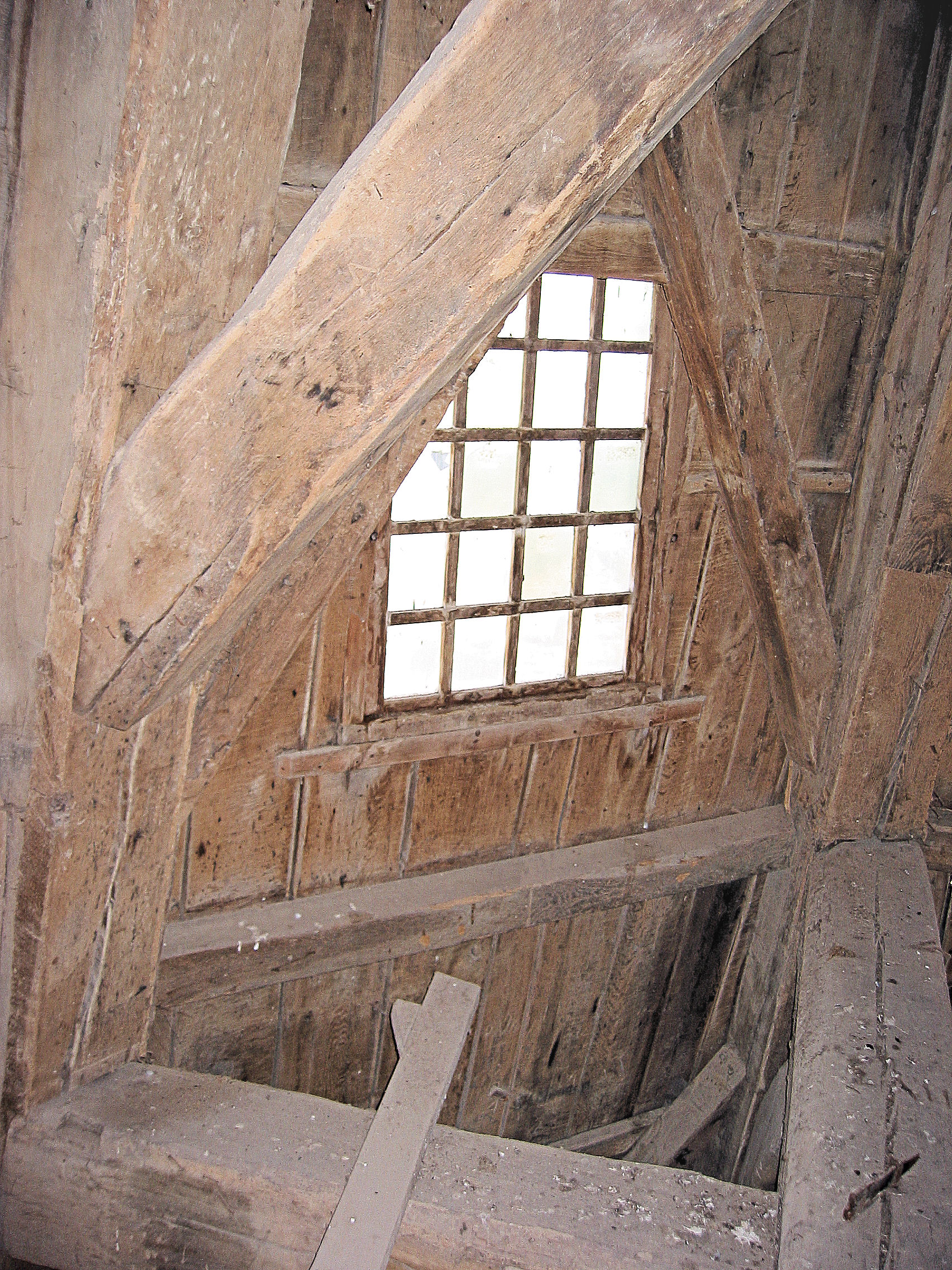
Raam
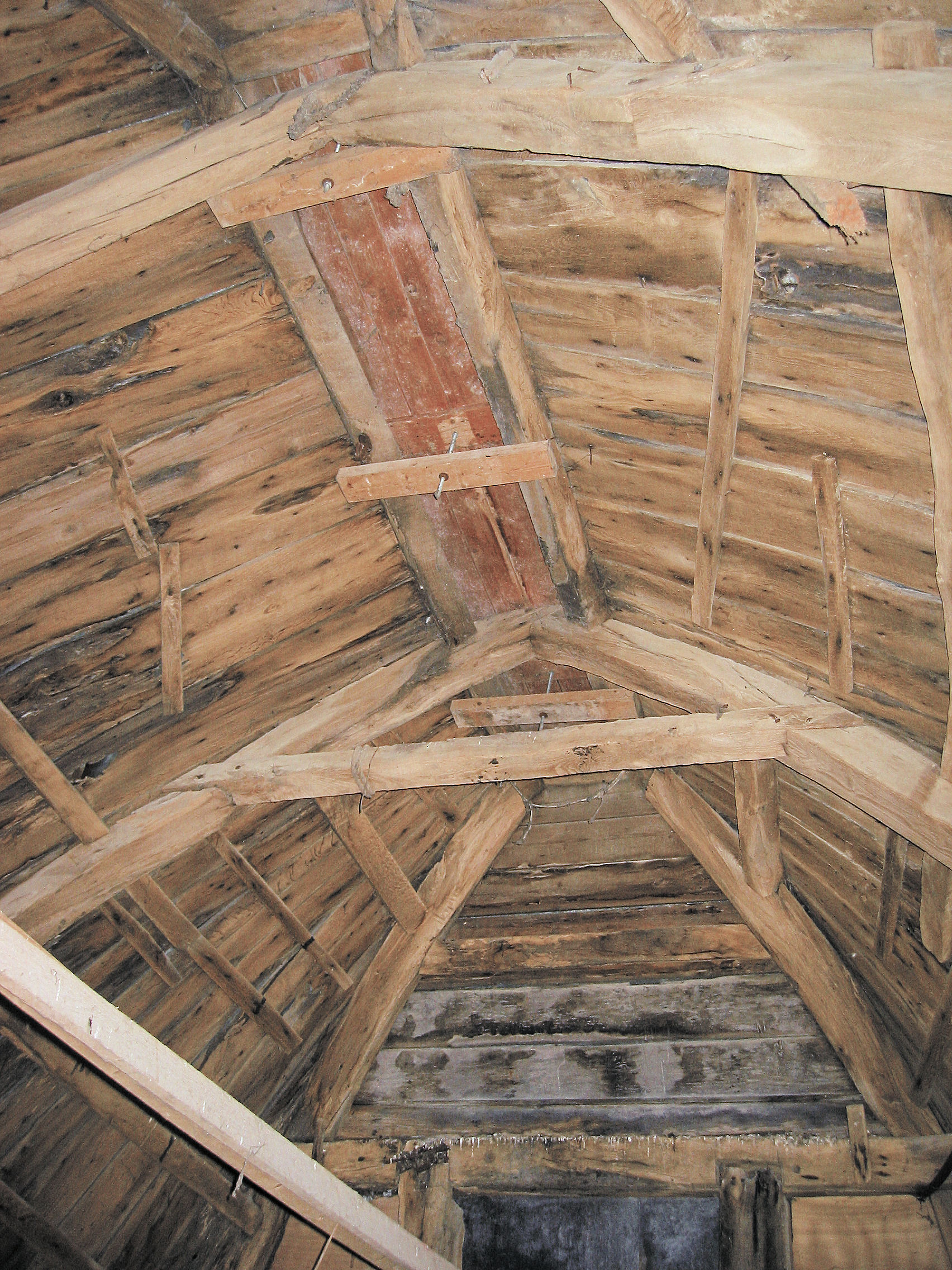
Kap
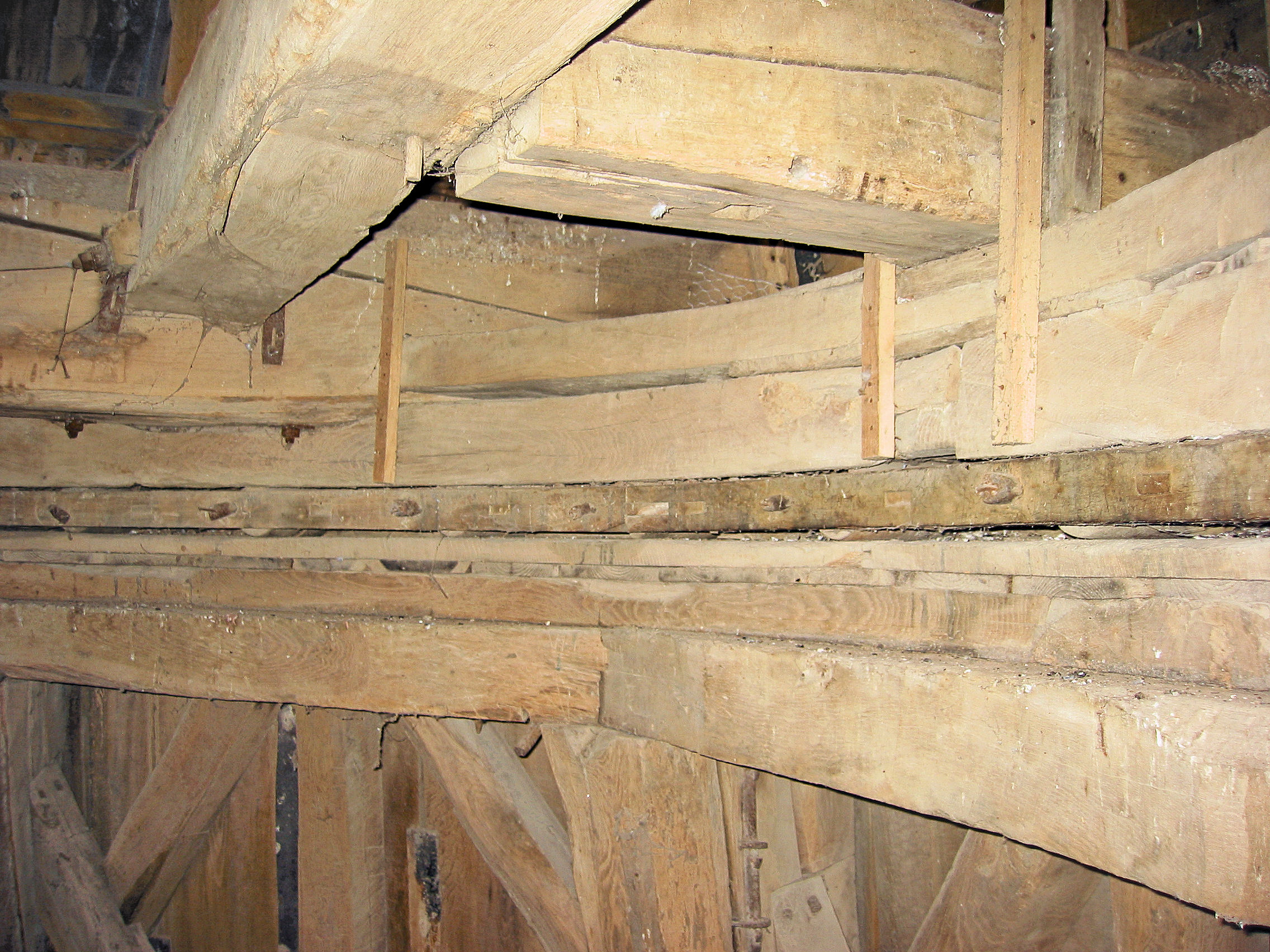
Kruiwerk met houten rollenwagen en ijzeren rollen
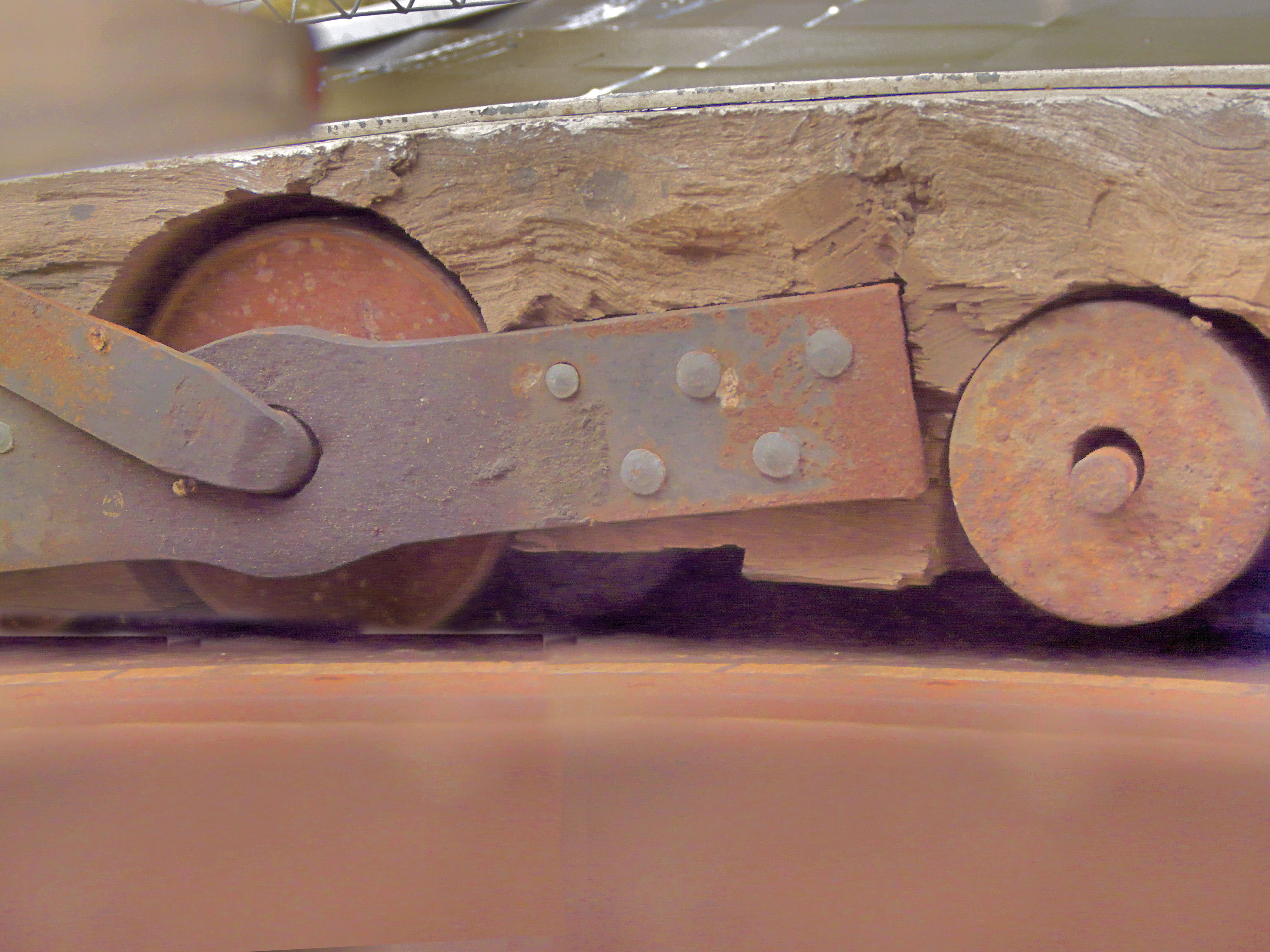
IJzeren keerrol in keerkuip
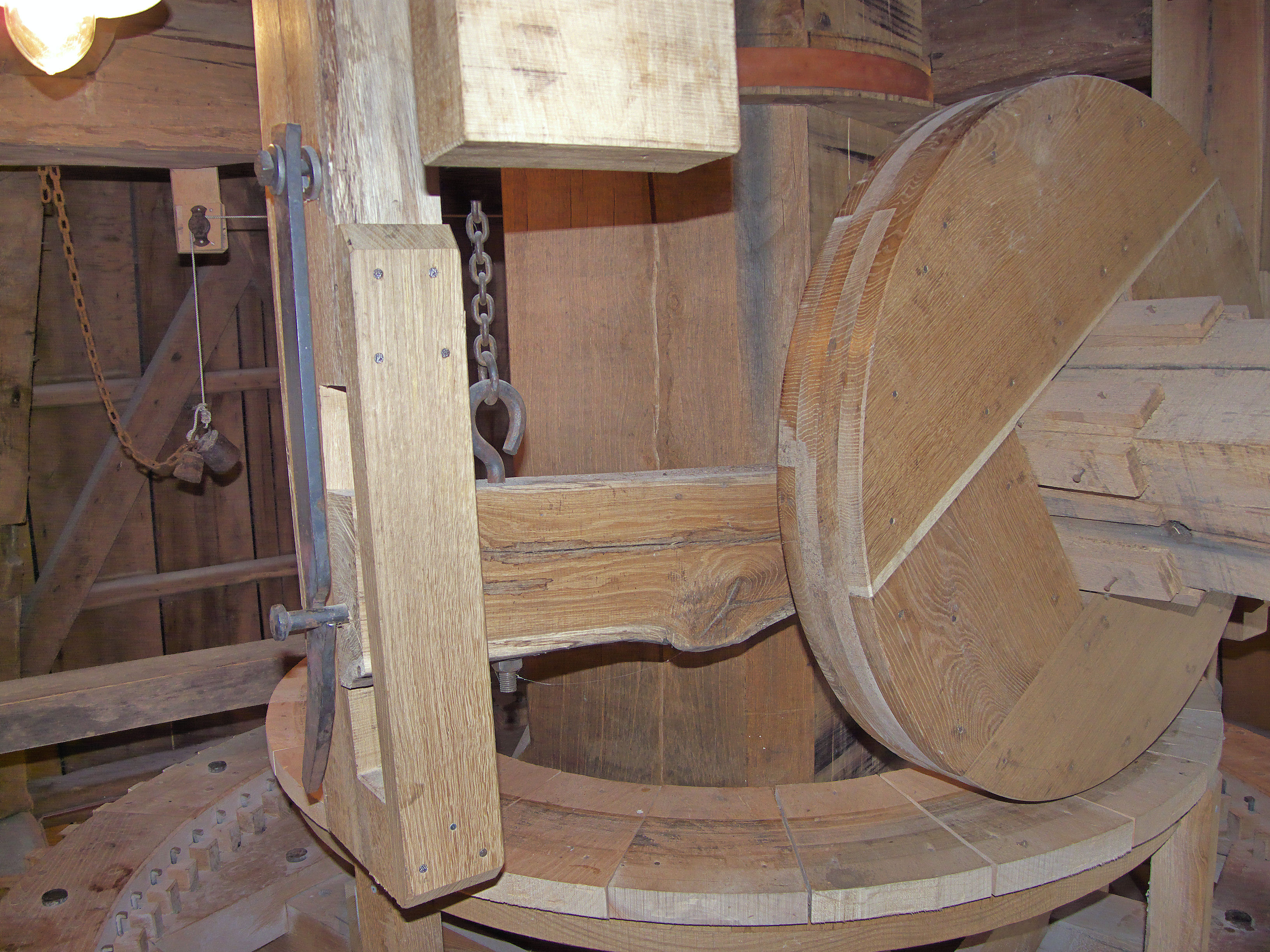
Luiwerk met haak
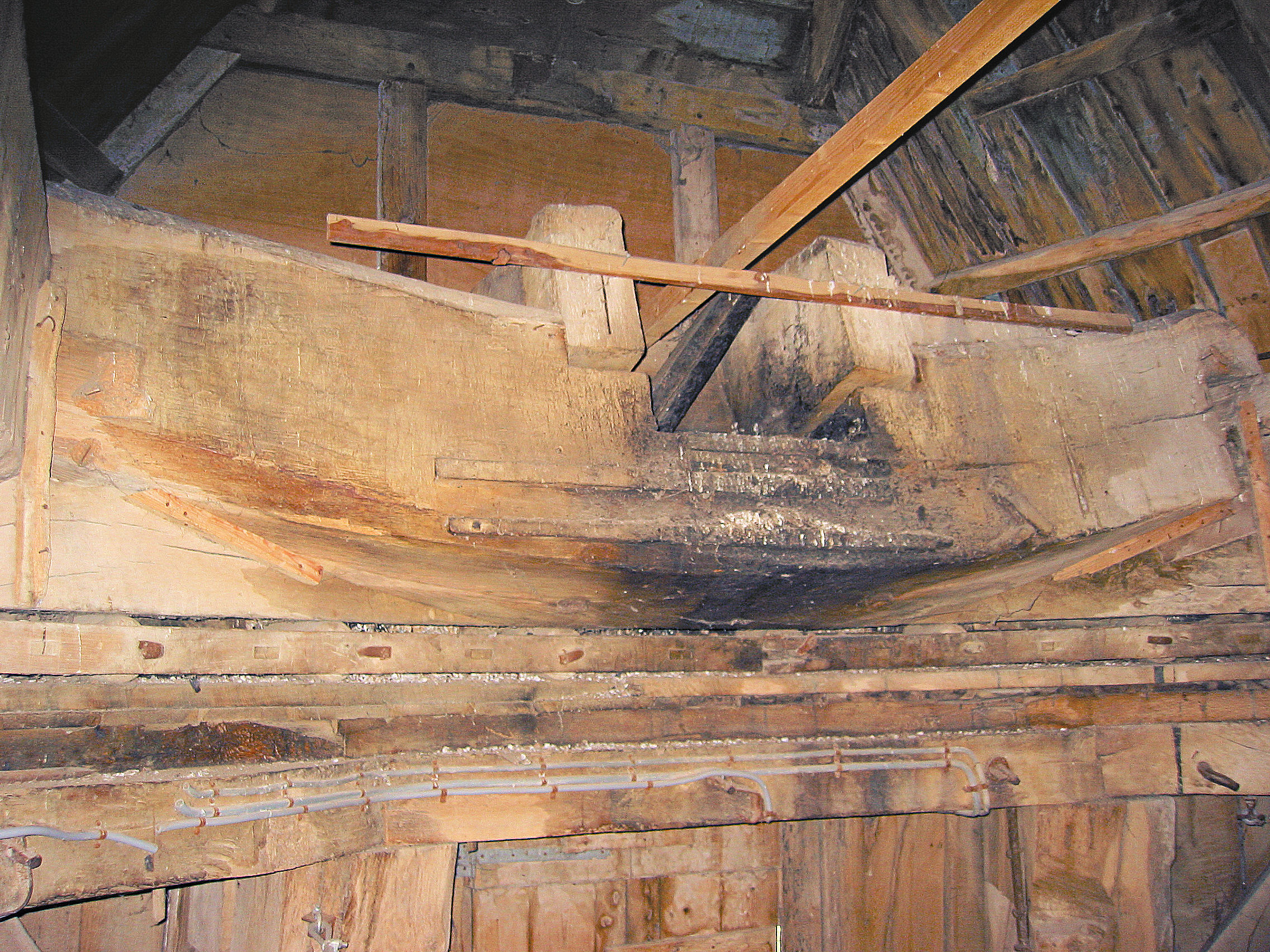
Penbalk
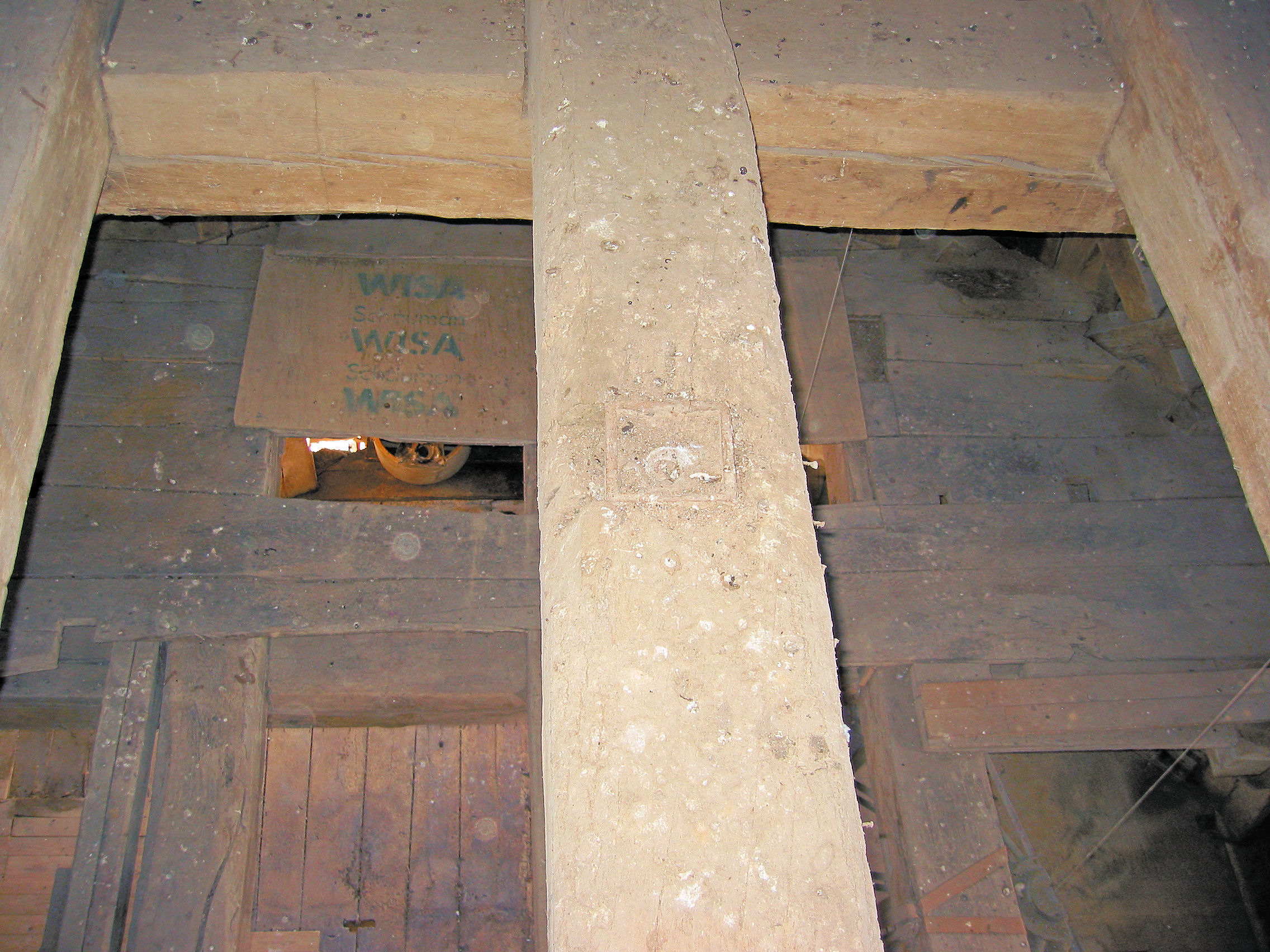
Donsbalk
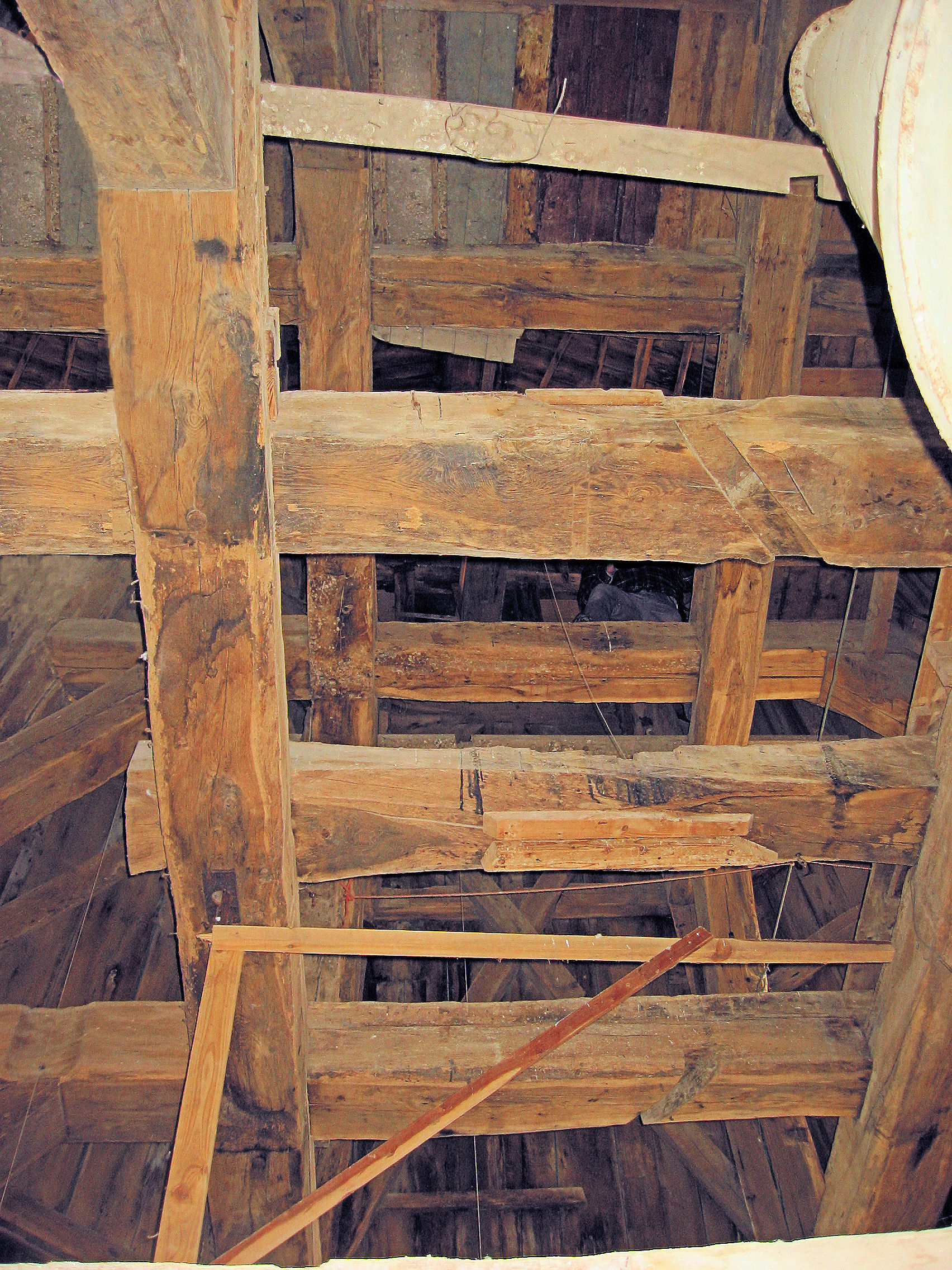
Binten
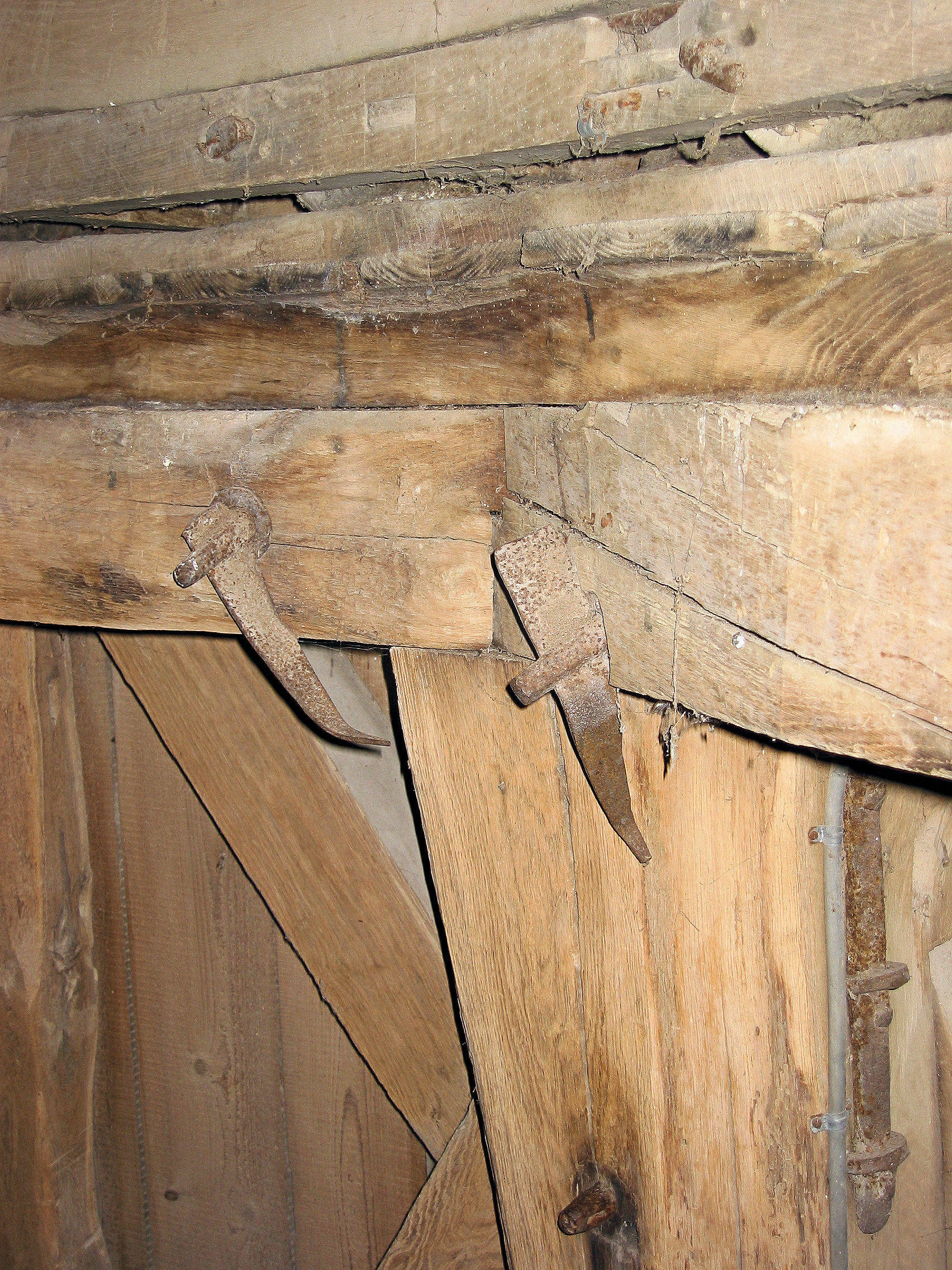
Boventafelement.jpg
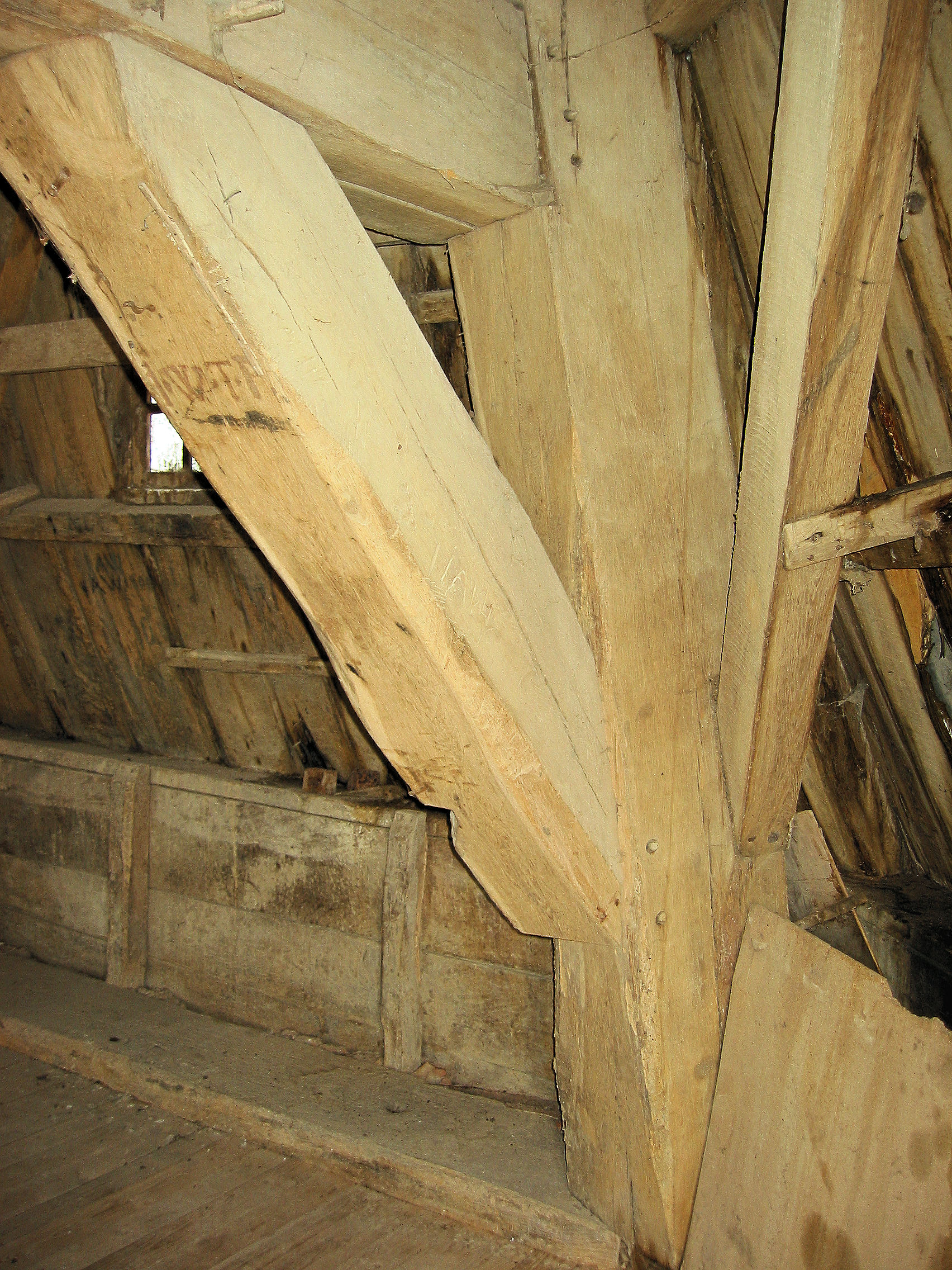
Achtkantstijl met ondertafelement